# Вивило
Вивило (на немски: Vivilo, Vivolus; † 20/21 февруари 746/747) е първият епископ на Пасау (ок. 731/737 до 746/747).

## Произход и управление
Според името му той е вероятно англосаксонец.
Вивило е ръкоположен за епископ ок. 731/737 г. в Рим лично от папа Григорий III. През 739 г. Бонифаций идва в Бавария, за да новоорганизира църквите там. Вивило остава на служба, докато във всички останали епископства са поставени нови епископи.
Следващият епископ на Пасау от 746/747 г. е Беатус.

## Регести
- Egon Boshof: Die Regesten der Bischöfe von Passau 731 – 1206. München 1992, Band 1, S. 1 – 3.